# Martherenges
Martherenges is een plaats en voormalige gemeente in het Zwitserse kanton Vaud.
Martherenges telt 67 inwoners.

## Geschiedenis
Voor 2008 maakte de gemeente deel uit van het toenmalige district Moudon. Op 1 januari 2008 werd de gemeente deel uit van het nieuwe district Gros-de-Vaud.
Op 1 januari 2013 fuseerde de gemeente met de gemeentes Chanéaz van het district Jura-Nord vaudois en Chapelle-sur-Moudon, Correvon, Denezy, Neyruz-sur-Moudon, Peyres-Possens, Saint-Cierges en Thierrens van het district Gros-de-Vaud tot de nieuwe gemeente Montanaire.